# Wilhelmina Gerretje Sablairolles

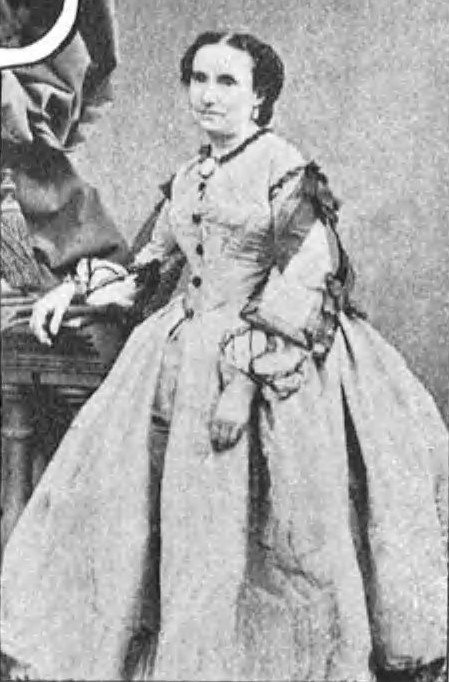
Wilhelmina Sablairolles in Tooneelherinneringen van Mendes da Costa uit 1900

Wilhelmina Gerretje Sablairolles, ook wel W.G. Valois-Sablairolles, (Den Haag, 11 augustus 1818 – Rotterdam, 19 augustus 1891) was een Nederlands toneelactrice.
Ze, voor intimi Mina, was dochter van toneelspeler Jacob Hendrik Sablairolles en Johanna Scholten. Drie zussen werden ook bekend binnen de theaterwereld: Sophie Sabalirolles, Suzanna Sablairolles en Henriëtte Sablairolles, een broer Willem Josua Sablairolles ging een heel andere kant op, de zeevaart. Zijn dochter Anna Sablairolles kwam wel weer aan het toneel. Mina trouwde in 1845 met (toen) kunstschilder Jean Chrétien Valois. Dochters Mina Valois (1847-1919), Lina Valois (1850-1924) en Johanna Valois (1855-1925) waren ook enige tijd aan het theater verbonden.
Het gezin Sablairolles vertrok als vroeg naar Amsterdam, vader vond daar emplooi bij het gezelschap van Willem Weddeloper. Diezelfde Weddeloper zette Mina en Sophie al heel jong in (Mina was vier) bij theatervoorstellingen. Van lange duur was dat niet, want vader was rondtrekkend toneelspeler en wisselde regelmatig van gezelschappen. In 1833 overleed hij en de zusters vonden emplooi bij de Zuid-Hollandsche Toonelisten. Ze speelde daar onder bescherming van Joanna Cornelia Bingley en Elisabeth Stoopendaal-van Elten voornamelijk kinder- en travestierollen, overigens net als haar zusters. Naarmate ze volwassen werd kreeg ze ook volwassen rollen toebedeeld, maar ze had daarin hevige concurrentie van haar zus Suzanna, die uiteindelijk ook bekender werd.
In 1845 trouwde ze met Valois, normaliter in die dagen een teken om te stoppen. Mina combineerde het grootbrengen van hun kinderen echter met optredens. Die optredens konden “gewoon” doorgang vinden omdat haar man in 1854 directeur werd van de Koninklijke Schouwburg in Den Haag. Ze kon daardoor meer sturing aan haar acteerloopbaan geven en haar kwaliteiten beter laten zien. Ze werd voor wat betreft niveau vergelijken met Maria Kleine-Gartman, hetgeen de bijnaam "Haagsche mevrouw Kleine" opleverde. Maurits Benjamin Mendes da Costa noemde haar zo in zijn Tooneelherinneringen uit 1900; hij constateerde daarin ook dat in wezen zij de dienst uitmaakte.
In 1876, toen het gezelschap van haar man werd opgeheven, vond Mina het welletjes en stapte ze over naar het gezelschap van LeGras, Willem van Zuylen en Haspels te Rotterdam, bij faillissement van dat gezelschap sloot ze zich aan bij Van Zuylens gezelschap in de Kleine Comedie aan de Coolsingel. In 1884 vierde ze haar vijftigjarig jubileum (kinderjaren kennelijk niet meegerekend), daarna trok zij zich terug uit het actieve theaterleven.        
Ze overleed op 73-jarige leeftijd; haar overlijden was landelijk nieuws. Collega Rosier Faassen constateerde echter destijds al dat ze behoorde tot de vergeten generatie toneelspelers.